# Clifton Webb
Clifton Webb, född Webb Parmalee Hollenbeck den 19 november 1889 i Indianapolis, Indiana, död 13 oktober 1966 i Beverly Hills, Los Angeles, Kalifornien, var en amerikansk skådespelare. Webb var från 1910-talet och framåt en framstående teaterskådespelare. Han medverkade bland annat i många Broadway-produktioner åren 1913-1946. Sin filmdebut gjorde han först i medelåldern, bortsett från några roller i stumfilmer. Han var populär under 1940- och 1950-talet, framför allt i komediroller.
Webb blev Oscar-nominerad vid tre tillfällen, för bästa manliga biroll i filmerna Laura och Den vassa eggen, samt bästa manliga huvudroll i filmen Alla tiders dadda där han spelade en okonventionell barnvakt. Även om han inte vann i någon kategori så fick han istället en Golden Globe för rollen i Den vassa eggen. En annan populär roll gjorde han som pappa i en storfamilj i komedin Dussinet fullt 1950.
Clifton Webb har en stjärna på Hollywood Walk of Fame vid adress 6850 Hollywood Blvd.

## Filmografi i urval
- 1920 – Äventyrerskan från Paris
- 1944 – Laura
- 1946 – Den vassa eggen
- 1948 – Alla tiders dadda
- 1949 – Alla tiders primus
- 1950 – Dussinet fullt
- 1950 – Änglar på vift
- 1951 – Alla tiders dadda i sitt esse
- 1953 – Titanic
- 1954 – Tre flickor i Rom
- 1954 – Kvinnans värld
- 1956 – Mannen som inte fanns
- 1957 – Pojke på delfin
- 1959 – Fy skäms, pappa!
- 1961 – Satan sover aldrig